# Rhynchina caesa
Rhynchina caesa är en fjärilsart som beskrevs av William Lucas Distant. Rhynchina caesa ingår i släktet Rhynchina och familjen nattflyn. Inga underarter finns listade.